# Hichtum
Hichtum is een dorp in de gemeente Súdwest-Fryslân, in de Nederlandse provincie Friesland. Hichtum ligt tussen Burgwerd en de stad Bolsward aan de Harlingervaart, ten oosten van de N359.
Aan de Harlingervaart, ten zuiden van het dorp ligt een camping. 
Hichtum werkt op veel fronten samen met het dorp Burgwerd. In 2023 telde het dorp 85 inwoners.

## Geschiedenis
Dat het dorp op een terp zou zijn ontstaan is niet te zien aan het dorp. Alleen de kerk van het dorp staat op een terp.
In 1270 werd de plaats voor zover bekend voor het eerst vermeld als Hetlum. In 1313 werd het vermeld als Hechtum, in 1400 als Hichtim, in 1456 als Hichtum, in 1505 als Hichtum en in 1718 als Higtum. Mogelijk verwijst de plaatsnaam naar een woonplaats (heem/um) van de persoon Higt. 
Bij het dorp heeft de Wibrandastate gestaan, waarin onder meer de grietman Wilco thoe Schwartzenberg en Hohenlansberg heeft gewoond.
Tot 2011 lag Hichtum in de toenmalige gemeente Wonseradeel.

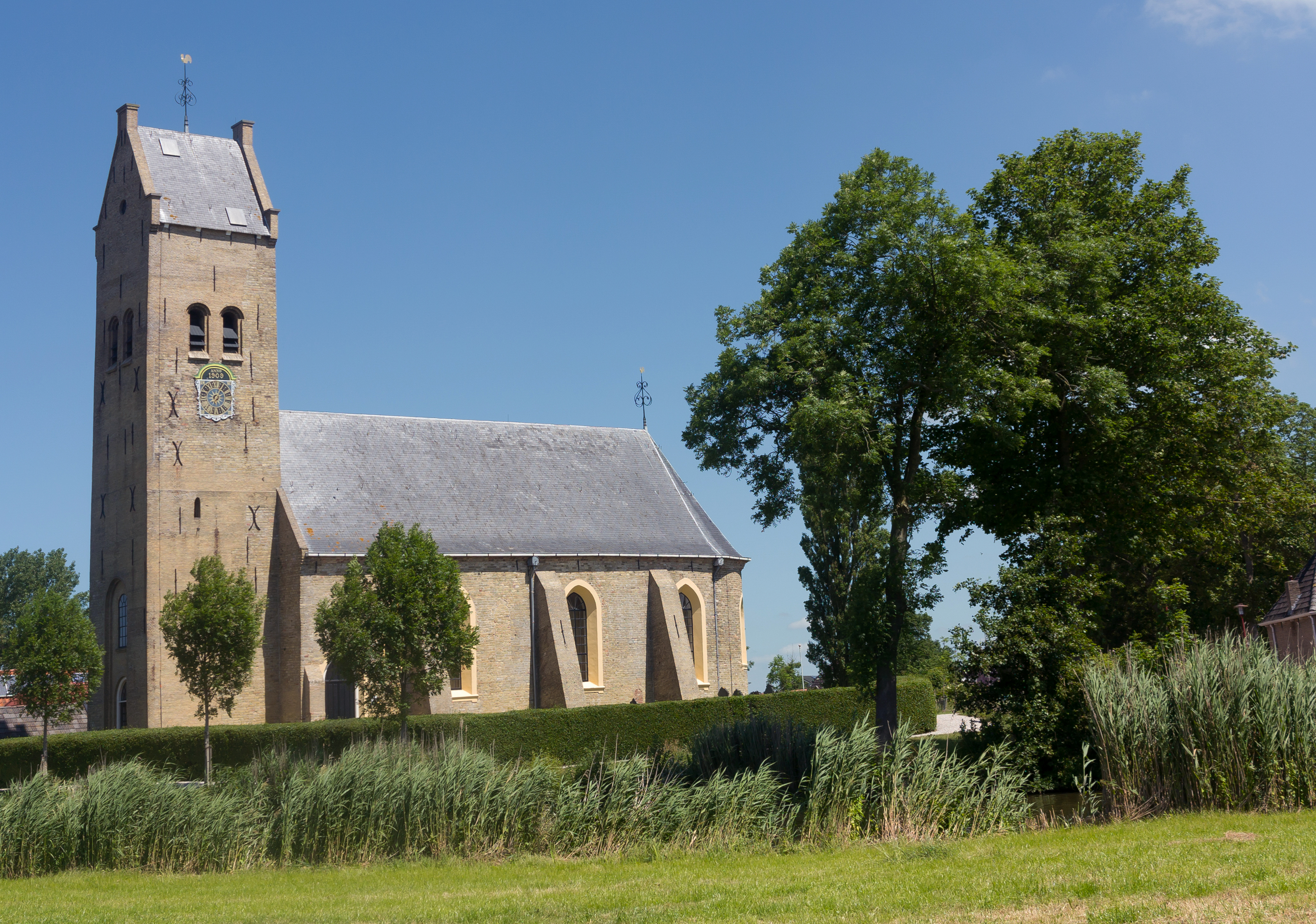
de Hervormde kerk

## Kerk
De kerk van Hichtum staat op een met essen en iepen omzoomd kerkhof. Het is een romanogotische eenbeukige kerk uit de 13e eeuw. De kerk heeft een rond gesloten koor en een zadeldaktoren.
De kerk is samen met het kerkorgel het enige Rijksmonument van Hichtum

## Sport en cultuur
Het dorp heeft een dorpshuis Ús Gerak. In 2014 werd het gebouw flink verbouwd, waarbij de vergaderruimte flink werd gebruikt.
Elke twee jaar wordt in het dorp Sail Hichtum georganiseerd.

## Onderwijs
Het is bekend dat het dorp al in 1609 een school had. In 1884 moest de school worden gesloten, vier jaar eerder was er een tweede school gekomen in Burgwerd waardoor het aantal leerlingen van de school in Hichtum zakte. De school werd verbouwd tot een huis.
In 1956 werd de woning verbouwd voor de vrouwenvereniging van het dorp. In 1993 werd het gebouw verbouwd tot het dorpshuis van het dorp.

## Geboren in Hichtum
- Loes Geurts (1986-), voetbalkeepster
- Sybrand van der Werf (1977- ), operaregisseur